# Alice d'Albany
Pour les articles homonymes, voir Alice du Royaume-Uni (homonymie).
Titre
Épouse du gouverneur général du Canada
21 juin 1940 – 12 avril 1946
(5 ans, 9 mois et 22 jours)
La princesse Alice d'Albany, comtesse d'Athlone, née le 25 février 1883 et morte le 3 janvier 1981, est un membre de la famille royale britannique.

## Famille et jeunesse
Alice est le premier enfant et l'unique fille du prince Léopold, duc d'Albany et de la princesse Hélène de Waldeck-Pyrmont.
Elle est baptisée en la chapelle Saint-Georges de Windsor le 26 mars 1883, sous le nom d'Alice Mary Victoria Augusta Pauline en hommage à sa tante Alice du Royaume-Uni, grande-duchesse de Hesse, décédée quelques années plus tôt. Ses marraines sont ses grand-mères, la reine Victoria et la princesse de Waldeck-Pyrmont Hélène de Nassau, ses tantes Victoria du Royaume-Uni et Pauline de Waldeck-Pyrmont, son arrière-grand-tante Augusta de Hesse-Cassel et l'impératrice allemande Augusta de Saxe-Weimar-Eisenach. Ses parrains sont ses oncles le prince de Galles, Louis IV, grand-duc de Hesse, Guillaume III, roi des Pays-Bas et Guillaume II, roi de Wurtemberg.
Elle est confirmée en la Royal Memorial Church of St George de Cannes en 1898 en présence de la reine Victoria.
La princesse Alice est l'une des porteuses du gène de l'hémophilie provenant de la reine Victoria. Elle hérite le gène de son père, mort de cette maladie alors qu'elle a à peine un an.
Son frère cadet, Charles-Édouard, hérite du duché de Saxe-Cobourg-Gotha en 1900 et devient un prince souverain allemand. À ce titre, il est exclu de la maison royale en 1917.

## Mariage

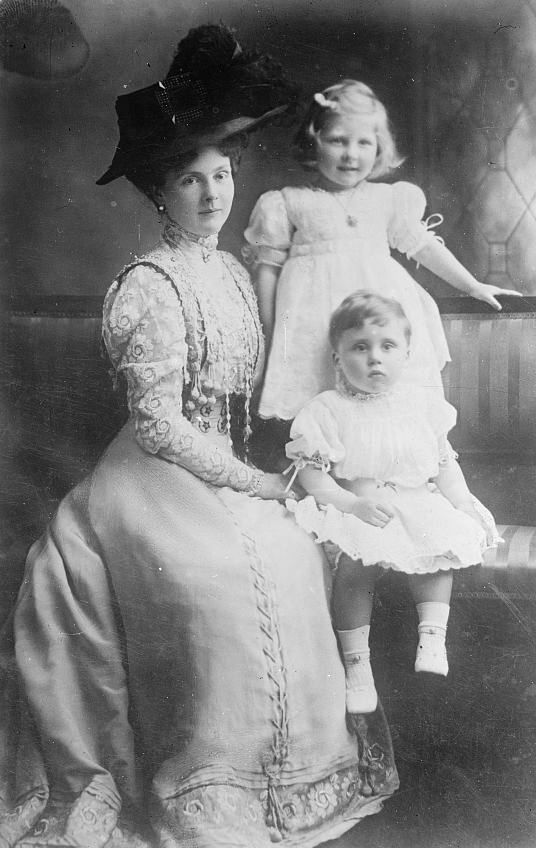
Alice et ses enfants en 1909.

Elle épouse le 10 février 1904 en la chapelle Saint-Georges de Windsor le prince Alexander de Teck, frère de la reine Mary de Teck. Le couple a trois enfants :
- May de Teck, née le 23 janvier 1906 et décédée le 29 mai 1994 ;
- Rupert de Teck, né le 24 août 1907 et décédé le 15 avril 1928 ;
- Maurice de Teck, né le 29 mars 1910 et décédé le 14 septembre 1910.

Son mari devient comte d'Athlone en 1917 à la suite de l'abandon par la famille royale des titres de noblesse allemands. Après la Première Guerre mondiale, le comte prend sa retraite du service actif dans l'armée, et le couple se partage entre ses appartements, qui appartenaient auparavant à la mère d'Alice, à Clock House au palais de Kensington et leur maison de campagne acquise en 1923, Brantridge Park dans le Sussex.
La princesse Alice est la marraine de la reine Beatrix des Pays-Bas, la petite-fille de sa cousine la reine Wilhelmine des Pays-Bas.

## Vie publique

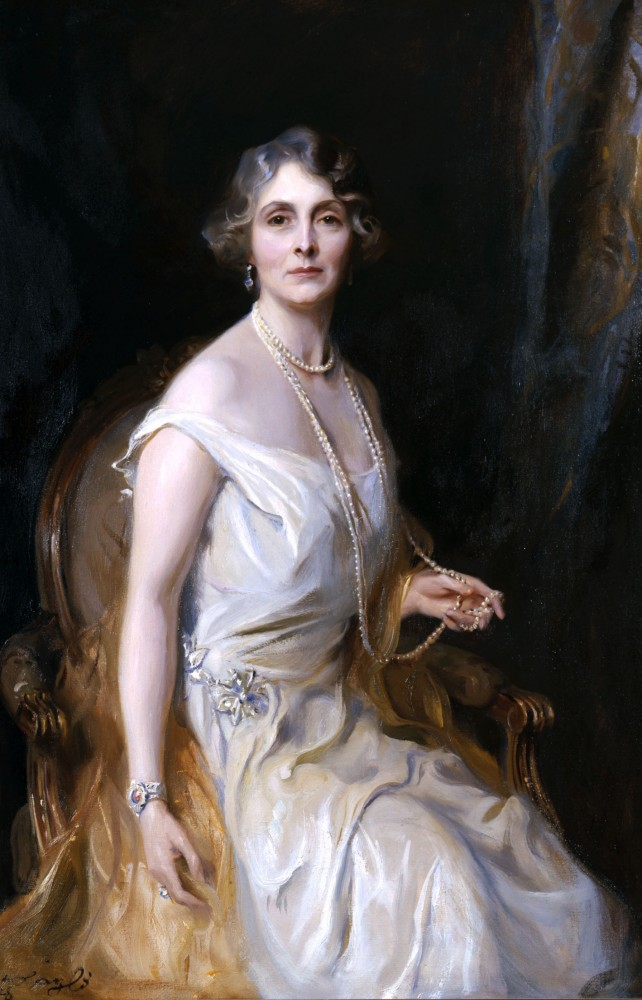
La princesse Alice d'Albany en 1929.

Toute sa vie, la princesse Alice effectue de nombreux engagements et participe à de nombreuses activités auprès de la famille royale. Elle assiste donc aux couronnements de quatre souverains britanniques : Édouard VII, George V, George VI, et Élisabeth II, ainsi qu'à l'investiture de la reine Juliana des Pays-Bas.
Le comte d'Athlone sert comme gouverneur général de l'Union d'Afrique du Sud de 1924 à 1931. Lord Athlone et la princesse Alice font construire une maison de plage à Muizenberg, qui existe toujours aujourd'hui et est l'un des monuments nationaux d'Afrique du Sud. Le quartier Athlone du Cap est nomme en l'honneur du gouverneur général ; avec la résidence de Muizenberg et la locomotive Princess Alice conservée au musée des transports d'Outeniqua, c'est le seul souvenir matériel de la vie du couple au Cap.
De retour au Royaume-Uni, elle est des années 1930 aux années 1960 membre du conseil d'administration du Royal Holloway College de l'université de Londres.
Avec son époux, sa fille et son gendre, la princesse Alice représente en 1937 son cousin le roi au mariage de la princesse héritière Juliana des Pays-Bas avec le prince Bernhard de Lippe-Biesterfeld. Le couple, accompagné de leur neveu Lord Frederick Cambridge, fait une visite officielle en Arabie Saoudite à l'hiver 1938. Elle est le premier membre de la famille royale britannique à se rendre dans ce pays et la seule à avoir rencontré le roi Abdelaziz ibn Saoud,,. La princesse Alice découvre Riyad, Al-Hufuf et Dammam, et rencontre Noura bint Abdul Rahman, la sœur du roi, ainsi que d'autres membres de la famille royale saoudienne.
À la mort subite du populaire John Buchan en 1940, le Canada se retrouve sans gouverneur général en temps de guerre. Malgré l'intention de longue date du gouvernement canadien de nommer des ressortissants canadiens comme gouverneurs généraux, la guerre semble être une période peu propice au bouleversement politique. La famille royale ayant été chaleureusement accueillie lors de sa visite en 1939, en tant que frère de la reine Mary et ancien gouverneur général d'un autre dominion britannique, lord Athlone semble être un candidat satisfaisant et le premier ministre canadien William Lyon Mackenzie King conseille au roi de le nommer. La princesse Alice l'accompagne, et sa grande capacité d'adaptation, ses manières affables et sa gentillesse spontanée contribuent largement au succès politique de la plupart de ses engagements.

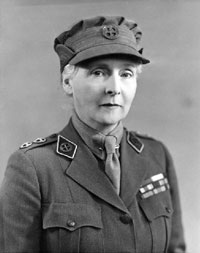
Alice d'Albany en 1945.

La princesse Alice participe à l'effort l'effort de guerre en servant comme commandant honoraire des Women's Royal Canadian Naval Service et Royal Canadian Air Force Women's Division et comme présidente de la section infirmière de la St. John Ambulance Brigade. À partir de 1944, la Princess Alice Barracks Cabin à Britannia Bay fournit une résidence d'été pour le personnel de la Royal Canadian Air Force Women's Division.
Pendant la guerre, les trois petits-enfants du couple, Anne, Richard et Elizabeth, s'installent auprès d'eux à Rideau Hall. De nombreuses personnalités royales s'exilent au Canada et sont accueillies par le couple, dont le prince héritier Olav de Norvège et la princesse Märtha de Suède, la grande-duchesse Charlotte de Luxembourg et le prince Félix de Bourbon-Parme, le roi Pierre II de Yougoslavie, le roi Georges II de Grèce, l'impératrice d'Autriche Zita de Bourbon-Parme et ses filles, ainsi que la reine Wilhelmine des Pays-Bas et sa fille la princesse héritière Juliana. De plus, en décembre 1941, le premier ministre britannique Winston Churchill arrive à Rideau Hall, où il préside aux réunions du Cabinet par téléphone depuis son lit.
Le comte et la comtesse sont les hôtes du premier ministre canadien William Lyon Mackenzie King, ainsi que de Churchill et du président américain Franklin D. Roosevelt, réunis pour participer aux conférences de Québec, la première ayant lieu du 17 au 24 août 1943 à la citadelle de Québec, et la seconde se tenant du 12 au 16 septembre 1944 au château Frontenac. Les photographies du comte avec Roosevelt, Churchill et Mackenzie King sur les remparts de la Citadelle sont alors largement publiées.

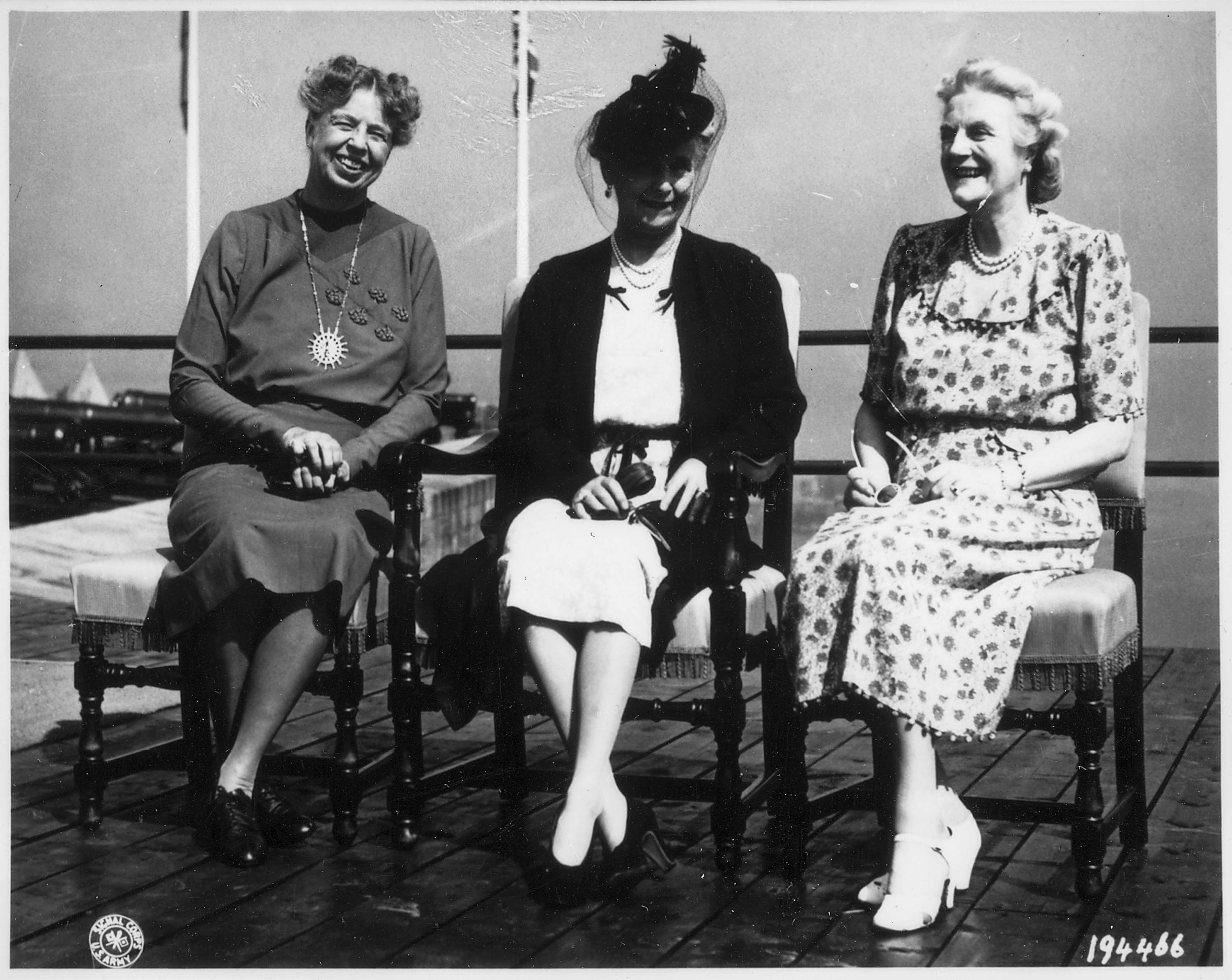
Eleanor Roosevelt, la princesse Alice et Clementine Churchill lors de la seconde conférence de Québec en 1944.

À la victoire en 1945, le comte d'Athlone prend la tête des célébrations nationales sur la Colline du Parlement. Il décrit ensuite dans ses discours l'avenir du Canada comme étant marqué non pas par la guerre, mais par un rôle important dans la reconstruction et la réconciliation.

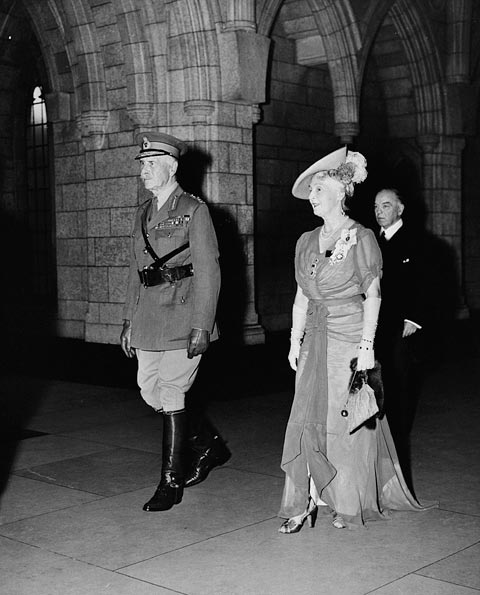
La princesse Alice et son époux, suivis par William Lyon Mackenzie King à l'ouverture du parlement, le 6 septembre 1945.

Durant leur séjour au Canada, le comte et la comtesse d'Athlone soutiennent divers événements caritatifs et sociaux et organisent un certain nombre de soirées pour mettre en valeur les sports et loisirs locaux comme la luge, le patinage et le ski. Avant que le couple ne quitte le pays à la fin du mandat du comte en 1946, il laisse en héritage la bourse d'ingénierie Athlone-Vanier, décernée par l'Institut canadien des ingénieurs.
À la fin de la Seconde Guerre mondiale, le gouvernement militaire américain en Bavière arrête et emprisonne le frère d'Alice, Charles-Édouard de Saxe-Cobourg-Gotha, en raison de ses actions en tant que partisan nazi pendant la guerre. Alice, apprenant l'incarcération de son frère, se rend en Allemagne avec son mari pour plaider sa cause auprès des Américains. Ils ne cèdent pas, et en 1946, il est condamné par un tribunal de dénazification à une lourde amende et se retrouve donc au bord de la faillite.
Bien qu'elle ne remplît plus que quelques obligations publiques après le décès de son mari en 1957, elle est de 1950 à 1971 la première chancelière de l'université des Indes occidentales, qu'elle visite tous les ans. Elle publie ses mémoires, For My Grandchildren, en 1966.
La princesse Alice meurt le 3 janvier 1981 au palais de Kensington. Elle est la dernière survivante des petits-enfants de la reine Victoria du Royaume-Uni aux jubilés de laquelle elle a assisté étant âgée de 4 ans en 1887 et de 14 ans en 1897.

## Titulature
- Son Altesse Royale la princesse Alice d'Albany (1883-1904)
- Son Altesse Royale la princesse Alexander de Teck (1904-1917)
- Son Altesse Royale la princesse Alice, comtesse d'Athlone (1917-1981)

## Distinctions
- Membre de seconde classe de l'Ordre royal de Victoria et Albert
- 11 mai 1937 : Dame grand-croix de l'Ordre de l'Empire britannique (GBE)
- 1er janvier 1948 : Dame grand-croix de l'Ordre royal de Victoria (GCVO)